# Fraser Fyvie
Fraser Anderson Fyvie (Aberdeen, 27 maart 1993) is een Schots voetballer die bij voorkeur als middenvelder speelt. Hij tekende in februari 2015 een contract tot het eind van het lopende seizoen bij Hibernian. Dat lijfde hem transfervrij in nadat Wigan Athletic zijn contract ontbond.

## Carrière
Fyvie was bij zijn debuut in het betaald voetbal de jongste speler die ooit voor Aberdeen uitkwam. Hij debuteerde op zestienjarige leeftijd in een wedstrijd tegen Hamilton Academical. Na deze wedstrijd werd hij uitgeroepen tot 'man van de match'. Fyvie scoorde zijn eerste goal op 27 januari 2010, tegen Hearts. Hiermee was hij de jongste speler ooit die een goal maakte in een Scottish Premier League-wedstrijd. In augustus 2010 liep Fyvie een blessure op in een League Cup wedstrijd tegen Alloa Athletic FC, waardoor hij de rest van het seizoen miste.
Wigan Athletic betaalde Aberdeen in juli 2012 £500.000,- om Fyvie over te nemen. De Schot debuteerde dat jaar in de Premier League, maar dat was ook meteen zijn laatste competitiewedstrijd voor de club. Hij kwam in 2,5 jaar bij Wigan nog tot vijf wedstrijden om de League Cup en vijf om de FA Cup. Voor competitiewedstrijden was hij afhankelijk van huurperiodes bij Yeovil Town (in de Championship) en Shrewsbury Town (in de League One). Wigan ontbond in de winterstop van het seizoen 2014-2015 Fyvies contract.
Fyvue tekende in februari 2015 een contract tot het eind van het lopende seizoen bij Hibernian.

## Erelijst
Wigan Athletic
- FA Cup

2013